# Katedra w Wormacji

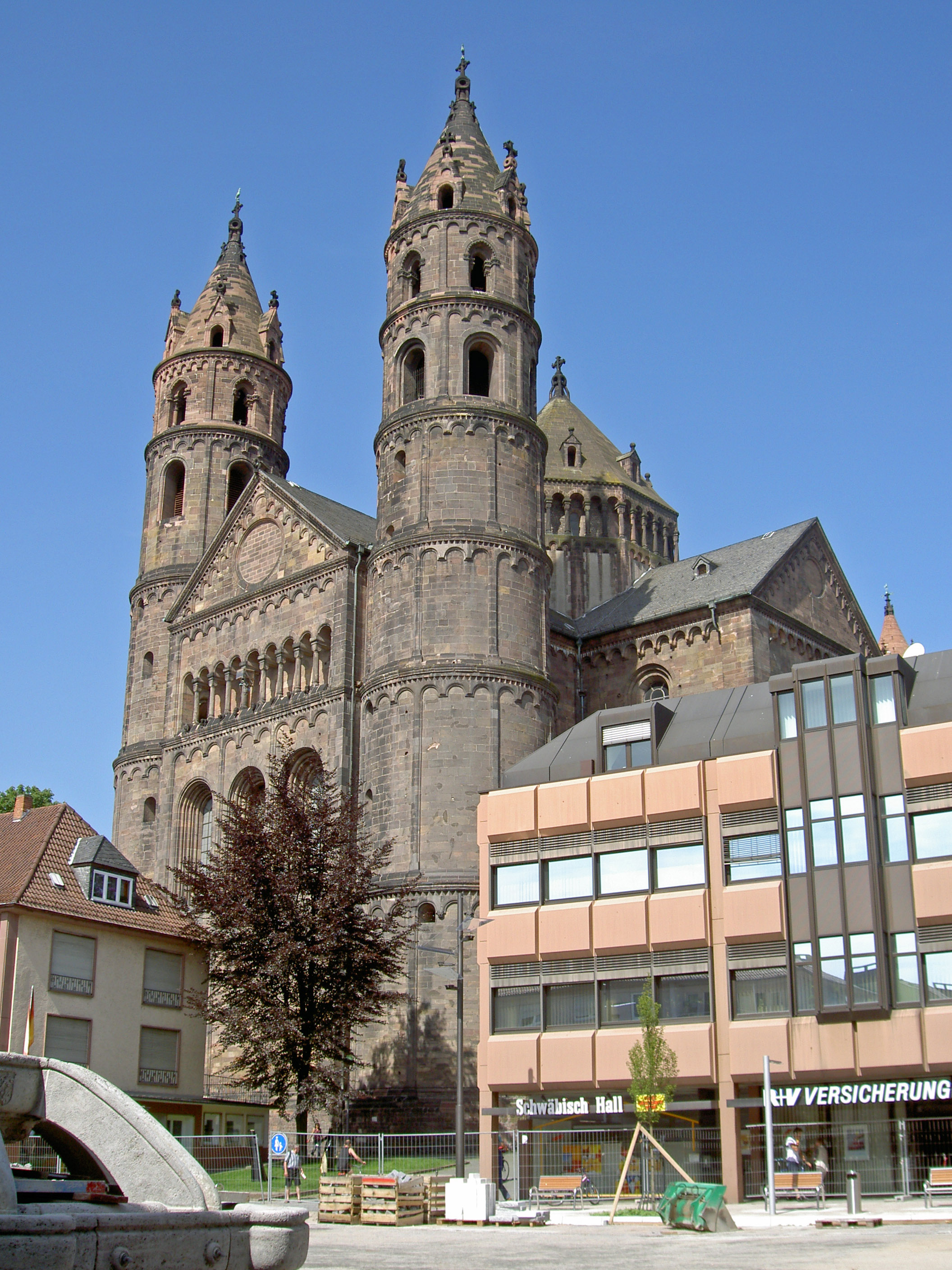
Katedra w 2005

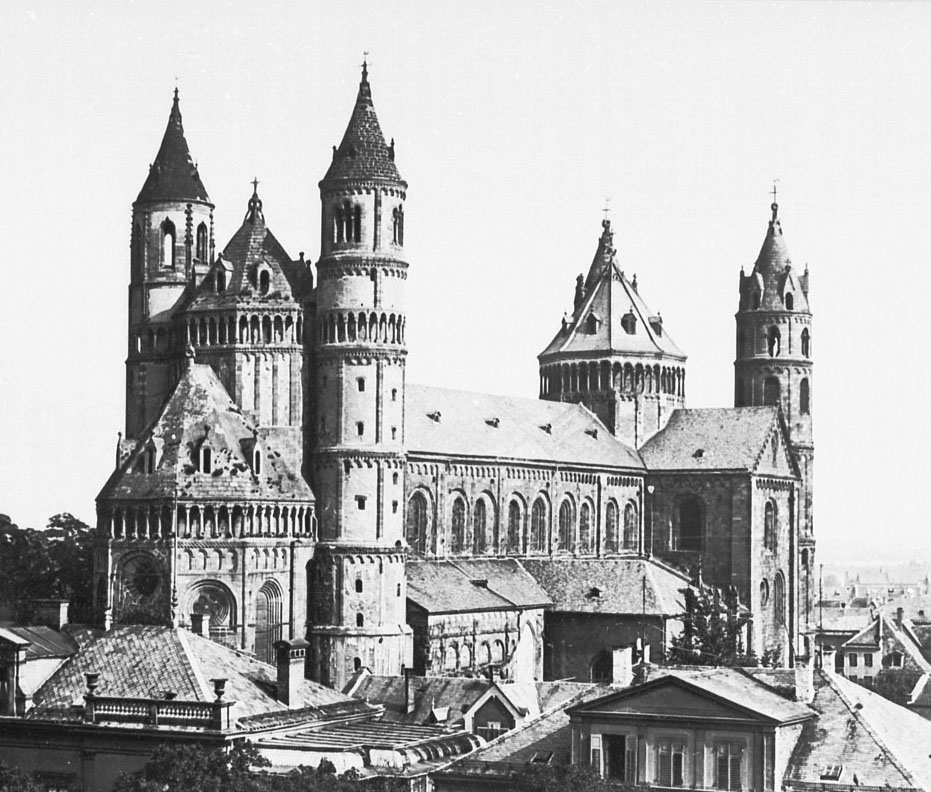
Katedra w 1901 r

Katedra Świętego Piotra (niem. Dom St. Peter) – kościół katedralny z XII wieku w Wormacji (Nadrenia-Palatynat, Niemcy). Obok katedr w Spirze i Moguncji, reprezentuje nadreński typ katedry cesarskiej, ukształtowany w dobie romanizmu. Monumentalna dwuchórowa bazylika, z czterema cylindrycznymi wieżami, dwiema kopułami na skrzyżowaniu naw, wykonana z czerwonego piaskowca jest cennym przykładem sakralnej architektury romańskiej. Siedziba dawnej diecezji wormackiej istniejącej do 1800 r.

## Dzieje
Katedra powstała na wyniosłym wzgórzu, na miejscu dawnego forum rzymskiego. Pomimo zwycięstwa nad Hunami w bitwie na Polach Katalaunijskich w 451 r., Rzymianie wycofali swoje wojska a teren ten wkrótce opanowali Frankowie. W dobie panowania Merowingów, kiedy to Wormacja znalazła się w obrębie Austrazji, na miejscu forum powstał kościół w formie bazyliki z dużym westwerkiem zachodnim.
W 1003 r., za panowania biskupa Burcharda zaczęto wznosić nową świątynię jako siedzibę nowego biskupstwa założonego trzy lata wcześniej. Katedra otrzymała kształt trójnawowej bazyliki z transeptem i wieżą na skrzyżowaniu naw. Świątynię rozbudowano w latach 1110–1181. W międzyczasie, w 1122 r. podczas odbywającego się w mieście synodu Henryk V Salicki zawarł konkordat z papieżem Kalikstem II. Dzisiejszy kształt świątyni zbliżony jest do XII-wiecznego, choć obecny chór zachodni powstał w XIII w. W dobie gotyku kościół otrzymał kilka kaplic m.in. św. Anny i św. Jerzego. W XIV w. wzniesiono m.in. portal południowy.
W okresie reformacji, w 1521 r. cesarz Karol V ogłosił w katedrze edykt wormacki skierowany przeciw Marcinowi Lutrowi i jego zwolennikom. Nieopodal katedry na Heylshofgarten spalono pisma Lutra i propagatorów nowej myśli w teologii i religii. Ponadto wprowadzono w całej Rzeszy zakaz drukowania książek bez cenzury wydanej przez biskupa, natomiast Lutra skazano na banicję. Podczas wojny trzydziestoletniej miasto i świątynia zostały zajęte przez wojska szwedzkie, natomiast katedra stała się świątynią ewangelicką. Została zniszczona w czasie wojny palatynackiej. Podczas odbudowy otrzymała wystrój barokowy, m.in. ołtarz główny, dzieło Balthasara Neumanna. W 1866 r. katedra została gruntownie odnowiona, kolejne renowacje miały miejsce w 1935 r. oraz po zniszczeniach II wojny światowej.

## Architektura

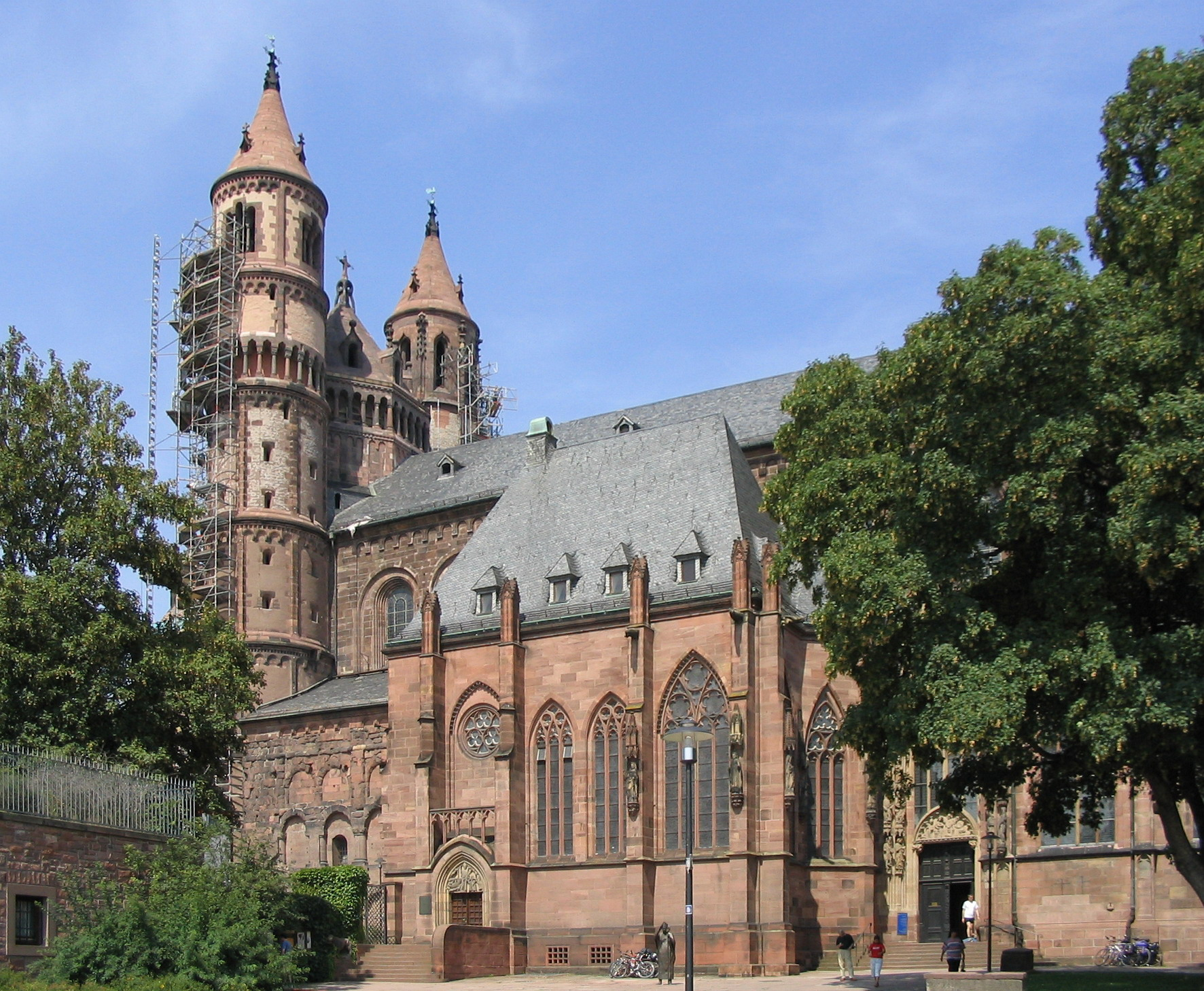
Katedra od strony południowej

### Architektura wnętrza
Katedra wormacka jest dwuchórową bazyliką z transeptem od strony wschodniej, oraz kilkoma kaplicami przy nawach bocznych oraz przy wschodnim chórze. Korpus nawowy posiada system wiązany, w którym dziesięciu przęsłom w nawach bocznych odpowiada pięć przęseł w nawie głównej. Ramiona transeptu i oba chóry mają po jednym przęśle, przy czym obydwa chóry zamknięte są wielobocznymi absydami (absyda chóru wschodniego jest wpisana w prostokąt, na zewnątrz zarys absydy nie jest widoczny). Na skrzyżowaniu naw oraz ponad przęsłem zachodniego chóru wznoszą się kopuły o oktogonalnych bębnach, które na zewnątrz w formie przypominają wieże. Ponadto oba chóry flankują pary wież na planie okrągłym o stożkowych hełmach. Wnętrze nakryte jest sklepieniem krzyżowym wspartym na masywnych półokrągłych półfilarach przylegających do kwadratowych filarów międzynawowych. Powyżej arkad międzynawowych wznoszą się ściany nawy głównej z płytkimi wnękami, które zgodnie z porządkiem systemu wiązanego mieszczą pary ślepych arkad i okien. Ponad parami okien umiejscowionymi w najwyższej partii ścian, znajdują się jeszcze niewielkie okulusy.

### Architektura zewnętrzna
Od strony zewnętrznej katedra prezentuje typ architektury romańskiej jaki wykształcił się w dobie dynastii salickiej a osiągnął swoje apogeum w okresie panowania Hohenstaufów. Od strony plastycznej, zaakcentowane zostały obydwa chóry wraz z absydami i wieżami. Okna zamknięte półkoliście, niewielkie rozety (na elewacji wschodniej) mają profilowane obramienie. Podobnie zdobione są nisze oraz ślepe arkady.
Elewacja wschodnia, powyżej ukrytej wewnątrz absydy, na wysokości trzeciej kondygnacji ma trzy duże okna półkoliście zamknięte. Powyżej znajduje się galeria arkadowa. Fryz arkadkowy wieńczy poszczególne kondygnacje elewacji chórów i wież zaznaczone za pomocą gzymsów, oraz szczyty wieńczące ściany.
Galerie arkadowe rozmieszczone są w najwyższej partii ścian absydy chóru zachodniego oraz wież powyżej obydwóch chórów. W przypadku chóru zachodniego galerie arkadowe znajdują się na tej samej wysokości co w przypadku wież bocznych, co nadaje silny akcent plastyczny tej części kościoła. Okna wież bocznych rozmieszczone są przede wszystkim w górnych kondygnacjach, niektóre z nich mają kształt tryforiów.
Architektura elewacji zewnętrznych korpusu nawowego jest skromna. Ściany nawy głównej są jedynie artykułowane lizenami, wieńczy je fryz arkadkowy. Okna korpusu nawowego o ościeżach profilowanych zachowały swój późnoromański kształt.

### Portal południowy

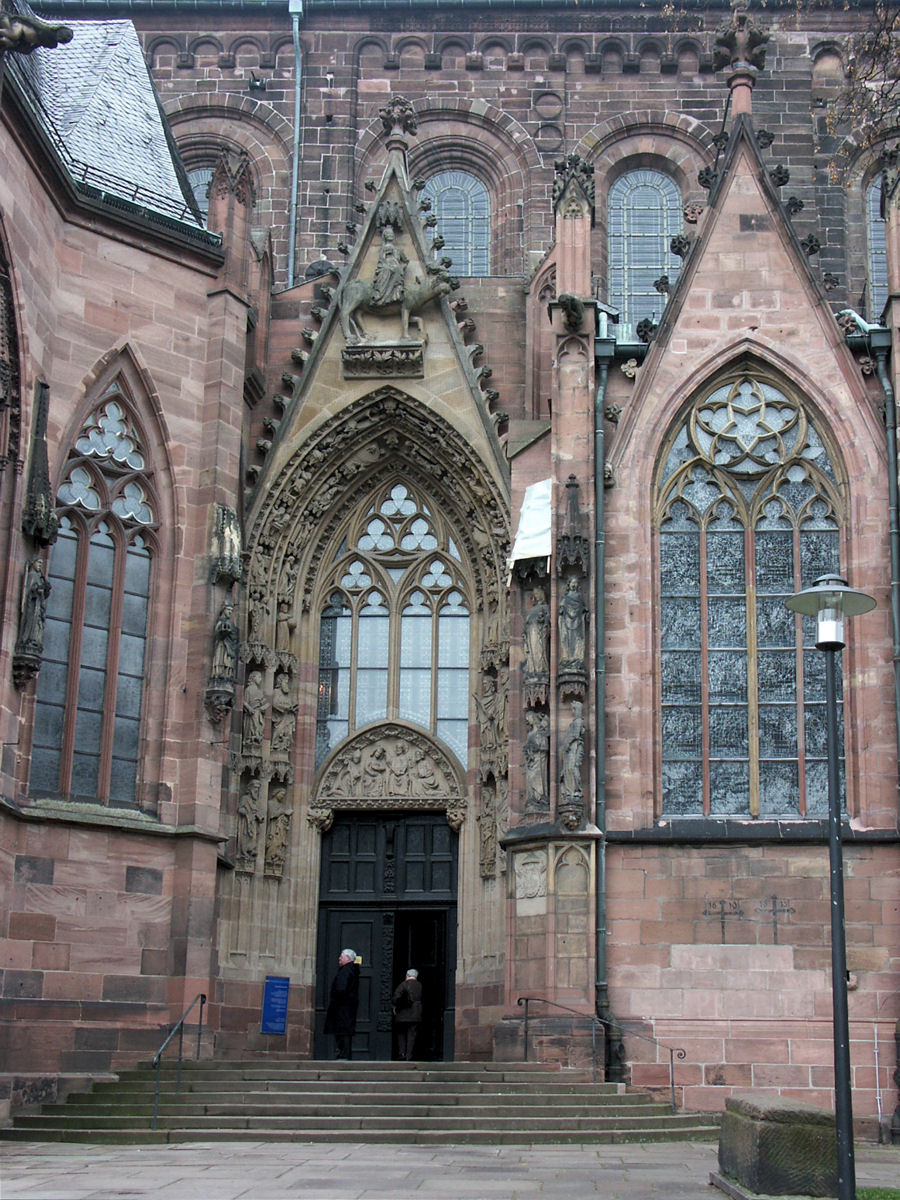
Portal południowy

Prowadzące do nawy południowej wejście poprzedza gotycka kruchta z monumentalnym portalem. Profilowane ościeża i archiwolta wysokiego ostrołukowego portalu zdobią liczne pełnoplastyczne figury które stoją piętrowo na ozdobnych konsolach. Przedstawiają one czterech ewangelistów (po lewej) oraz proroków starotestamentowych (po prawej). Powyżej zaś postaci Boga Ojca trzymającego sferę niebiańską, św. Elżbiety Węgierskiej, personifikacje Synagogi i Luxurii. Na archiwoltach rzeźbione przestawienia figuralne, podzielone na dwie strefy. Strefa wewnętrzna ukazuje cykl scen ze Stary Testament (od stworzenia Adama i Ewy do Wniebowstąpienia Eliasza). W strefie wewnętrznej przedstawiono wybrane wątki z Nowego Testamentu (od Narodzin Chrystusa do Wniebowstąpienia Pańskiego). Na wimperdze postać Eklezji. Portal ten wewnątrz mieści starszy portal umieszczony poniżej okna nawy. Zdobi go wczesnogotycki tympanon z płaskorzeźbionym przedstawieniem Koronacji Marii. Po bokach adorują ich Święty Piotr oraz biskup Wormacji (identyfikowany z Emicho, Rheingrafem von Baumburg lub jego następcą Eberwinem von Kronenberg, biskupami przełomu XIII i XIV w., kiedy to powstał ów portal).

### Kaplica Świętego Mikołaja

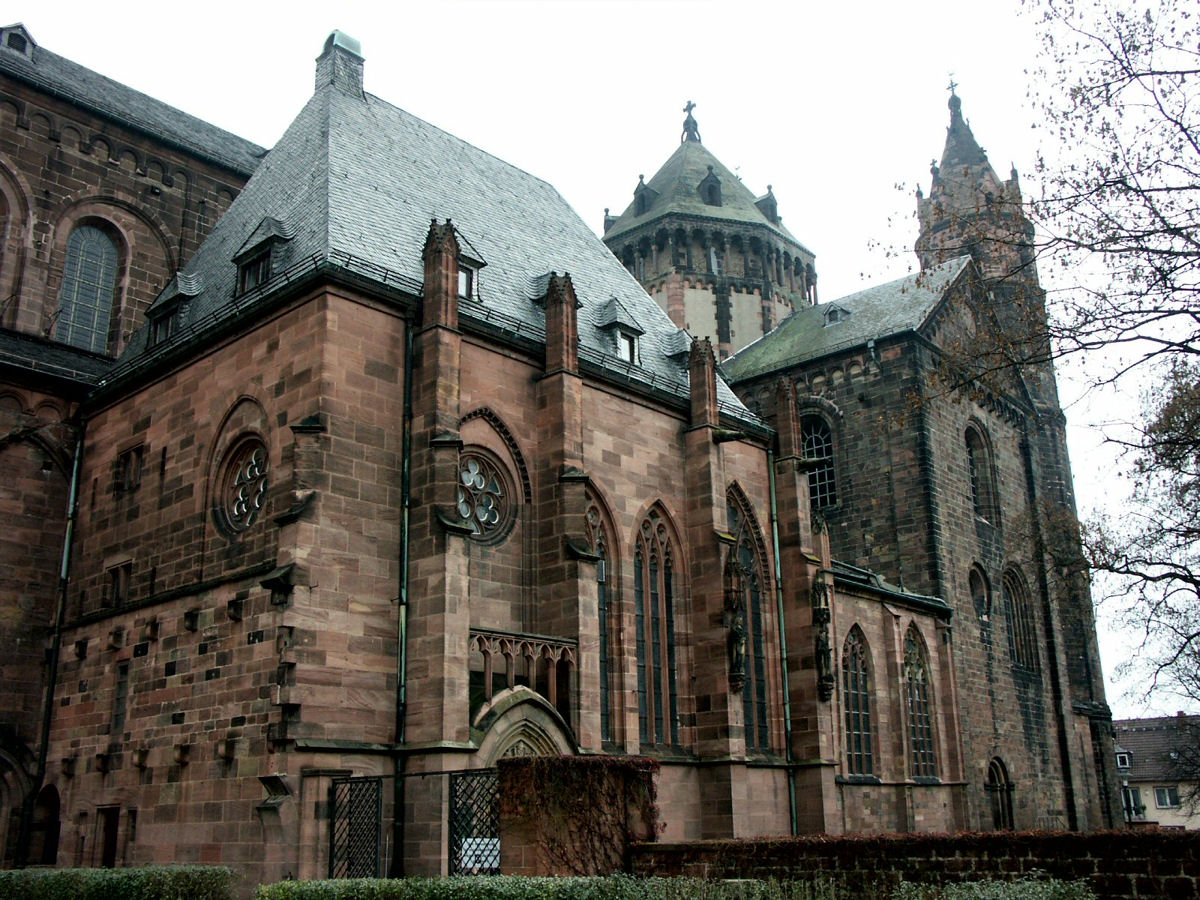
Kaplica Świętego Mikołaja

Obok portalu znajduje się kaplica św. Mikołaja powstała w latach 1280–1315. Dwunawowa o jednym przęśle z małym wielobocznie zamkniętym prezbiterium i kwadratowym aneksem. Do kaplicy prowadzi gotycki portal z płaskorzeźbionym tympanonem przedstawiającym Świętego Mikołaja z Miry jako biskupa (ubrany jest w stroju pontyfikalnym), ponadto jako patrona rybaków (kuter rybacki z załogą) i jako wybawiciela (trzej młodzieńcy ocaleni od śmierci).

## Wystrój wnętrza
W absydzie wschodniego chóru znajduje się wielki barokowy ołtarz główny (dzieło Balthasara Neumanna z 1738-40). Obok w niszy późnoromański krucyfiks z XII w.
W nawie głównej ambona z 1715 r. Na korpusie rzeźbione postaci czterech Ewangelistów, zwieńczenie zdobi anioł grający na trąbie. Ściany północnej nawy bocznej zdobi cykl późnogotyckich reliefów z XV w umieszczone w ostrołukowych niszach. Pierwszy z nich przedstawia Drzewo Jessego oraz postaci Doktorów Kościoła. Kolejny zdobiony ażurowymi wiciami roślinnymi ilustruje scenę Zdjęcia z Krzyża. W trzecim reliefie znajduje się scena Zwiastowania. W kaplicy Św. Mikołaja znajduje się późnogotycka chrzcielnica z 1485 r. misę chrzcielną wspierają pełnoplastyczne symbole czterech Ewangelistów. Bogata dekoracja znajduje się na zewnętrznych ściankach misy. Wśród licznych nagich sękatych gałęzi znajdują się płaskorzeźbione popiersia profoków starotestamentowych. Ołtarz Św. Mikołaja pochodzi z 1515 r., zaś znajdujący się na jednej ze ścian relief z postaciami świętych Dziewic z 1430 r. Zachowały się także liczne dzieła rzeźby architektonicznej z XII-XV w. rozmieszczone w różnych miejscach świątyni.